# Streifenkauz
Der Streifenkauz (Strix varia) ist eine große Eulenart aus der Familie der Eigentlichen Eulen (Strigidae). Das stark zergliederte Verbreitungsgebiet umfasst große Teile Nordamerikas vom Südosten Alaskas nach Osten bis Nova Scotia und nach Süden bis Florida und bis zur Südspitze Mexikos. Die Tiere bewohnen alte Nadel- und Mischwälder, aber auch offenere bewaldete Landschaften, durch Holzentnahme aufgelichtete Wälder und lokal auch größere Parkanlagen mit altem Baumbestand. Die Nahrung besteht überwiegend aus kleinen Säugetieren, daneben fressen Streifenkäuze auch Vögel, andere kleine Wirbeltiere sowie Wirbellose. Der Weltbestand und das Verbreitungsgebiet sind sehr groß und der Bestand hat in den letzten 40 Jahren stark zugenommen, die IUCN stuft die Art daher als ungefährdet ("least concern") ein.

## Beschreibung
Streifenkäuze sind große Eulen mit einem großen, runden Kopf und bis zu den Krallen befiederten Zehen, die Zehenbefiederung ist bei den südlichen Unterarten jedoch reduziert oder eher borstenartig. Wie bei allen Arten der Gattung Strix fehlen Federohren. Die Körperlänge beträgt 48–55 cm. Wie bei den meisten Eulen unterscheiden sich die Geschlechter bezüglich der Färbung nicht, Weibchen sind im Mittel jedoch deutlich größer und schwerer als Männchen. Männchen der Nominatform S. varia varia haben eine Flügellänge von 312–340 mm und ein Gewicht von 468–774 g, Weibchen eine Flügellänge von 330–352 mm und ein Gewicht von 610–1051 g.
Bei adulten Vögeln der Nominatform sind der Oberkopf, die gesamte Oberseite des Rumpfes sowie die Oberflügeldecken braun bis graubraun. Auf diesem Grund zeigen Oberkopf und Rücken eine weißliche Querbänderung und die Oberflügeldecken eine weißliche Fleckung. Die Schwingen sind weißlich beige und braun gebändert, die Steuerfedern sind braun oder graubraun mit vier oder fünf weißlichen Binden. Die Unterseite ist blass graubraun oder schmutzig weiß. Der Vorderhals und die obere Brust zeigen auf diesem Grund eine dichte dunkle Bänderung, die übrige Unterseite eine kräftige dunkelbraune bis rotbraune Strichelung. 
Die Färbung ist auch am Kopf wenig kontrastreich. Der blass graubraune Gesichtsschleier zeigt feine, dunkle, konzentrische Ringe und ist vom übrigen Kopfgefieder nur undeutlich abgesetzt, die Augenumgebung ist nicht dunkler als der übrige Gesichtsschleier. Kopfseiten und Nacken sind hell dunkel gebändert. Der Schnabel ist hell gelblich mit einem schwachen Grünton. Die Krallen sind dunkel hornfarben mit schwärzlichen Spitzen. Die Iris ist dunkelbraun bis schwärzlich braun.
Das Jugendkleid unterscheidet sich nicht vom Adultkleid.

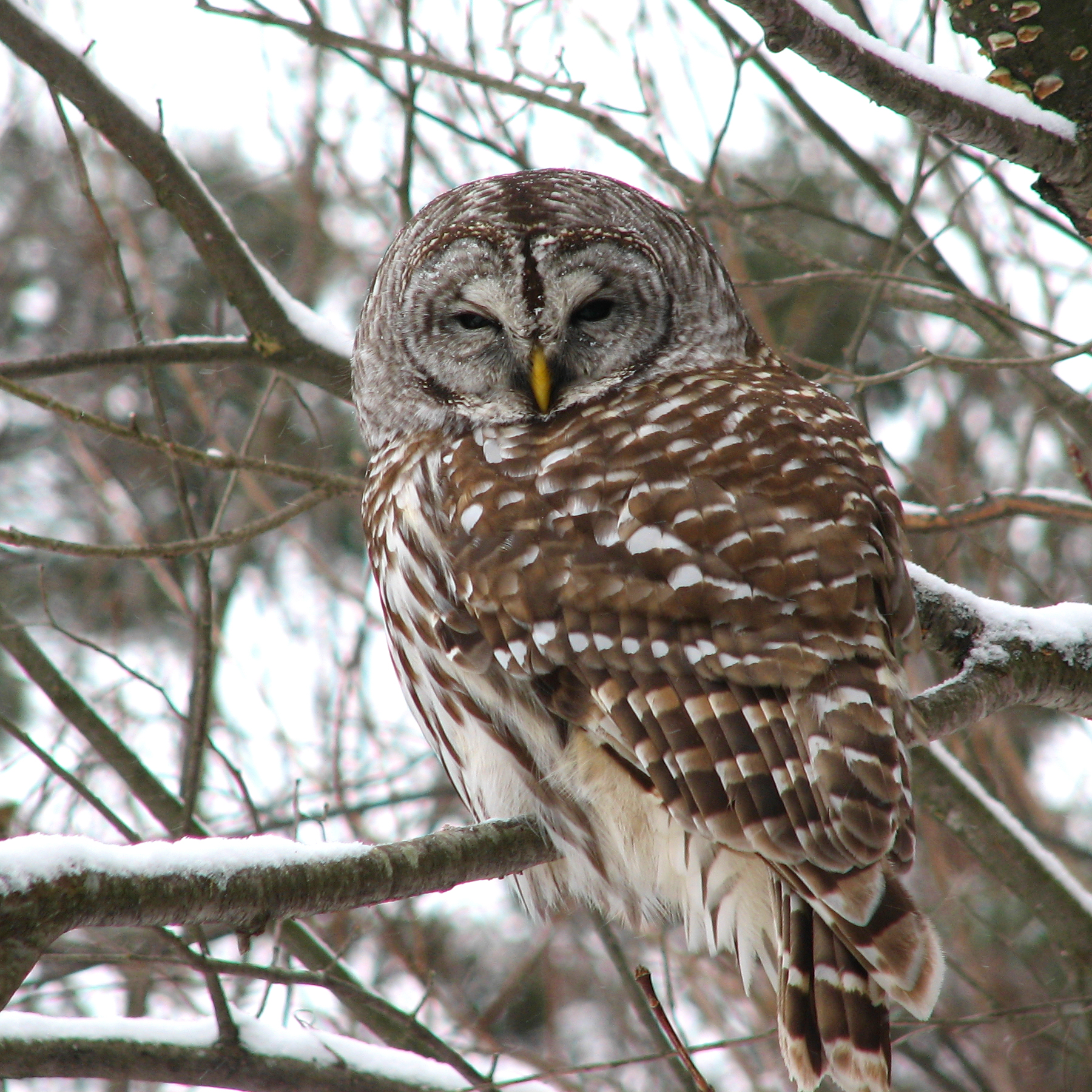
Streifenkauz der Nominatform (S. v. varia) im Bereich der nordöstlichen Verbreitungsgrenze in Québec.

## Lautäußerungen
Die Männchen haben zwei verschiedene Balz- und Reviergesänge. Der eine Gesang besteht aus einer Serie tiefer, bellender und kehliger Rufe, die an Lautstärke zunehmen, und endet mit einem explosiven, höheren, zweisilbigen Laut mit der Betonung auf der zweiten Silbe, etwa wie „ok-ok-ok-ok-ok-ok-buhóoh“. Der zweite Gesang ist ein rhythmisches „whohú-buhóoh whohú-buhóoh“, im Englischen lautmalerisch umschrieben mit dem Satz „I cook today - you cook tomorrow“. Beide Strophen werden im Abstand von einigen Sekunden wiederholt. König und Weick vermuten, dass die beiden Gesänge verschiedene „Stimmungen“ des Männchens widerspiegeln und der zweite Gesang bei größerer Erregung geäußert wird.

## Verbreitung und Lebensraum
Das stark zergliederte Verbreitungsgebiet umfasst große Teile Nordamerikas vom Südosten Alaskas nach Osten bis Nova Scotia und nach Süden bis Florida und bis zur Südspitze Mexikos. Die Tiere bewohnen alte Nadel- und Mischwälder, aber auch offenere bewaldete Landschaften, durch Holzentnahme aufgelichtete Wälder und lokal auch größere Parkanlagen mit altem Baumbestand.
Der Weltbestand ist sehr groß. Er wurde im Jahr 2009 auf etwa 600.000 geschlechtsreife Individuen geschätzt und hat in den letzten 40 Jahren um rund 87 Prozent zugenommen. Die IUCN stuft die Art daher als ungefährdet ("least concern") ein.
Da der Streifenkauz in einigen Regionen der USA den Fleckenkauz verdrängt, gab der U.S. Fish and Wildlife Service im Sommer 2013 bekannt, dass in den kommenden vier Jahren mehr als 3600 Streifenkäuze in den US-Bundesstaaten Kalifornien, Oregon und Washington geschossen werden sollen. Danach soll beobachtet werden, ob sich die Fleckenkauz-Populationen in diesen Gebieten erholen.

## Ernährung
Die Nahrung besteht überwiegend aus kleinen Säugetieren bis zur Größe junger Hasen, daneben fressen Streifenkäuze auch Vögel, andere kleine Wirbeltiere sowie Wirbellose. Die Vögel jagen meist von einer Ansitzwarte und beobachten den Boden, die Beute wird dann angeflogen und auf dem Boden gegriffen. Ähnlich wie der Waldkauz scheuchen Streifenkäuze aber auch in Gebüsch sitzende Vögel durch Flügelschläge auf und fangen diese. Die Tiere können auch Fledermäuse im Flug fangen und erbeuten Fische, indem sie im Flachwasser waten.

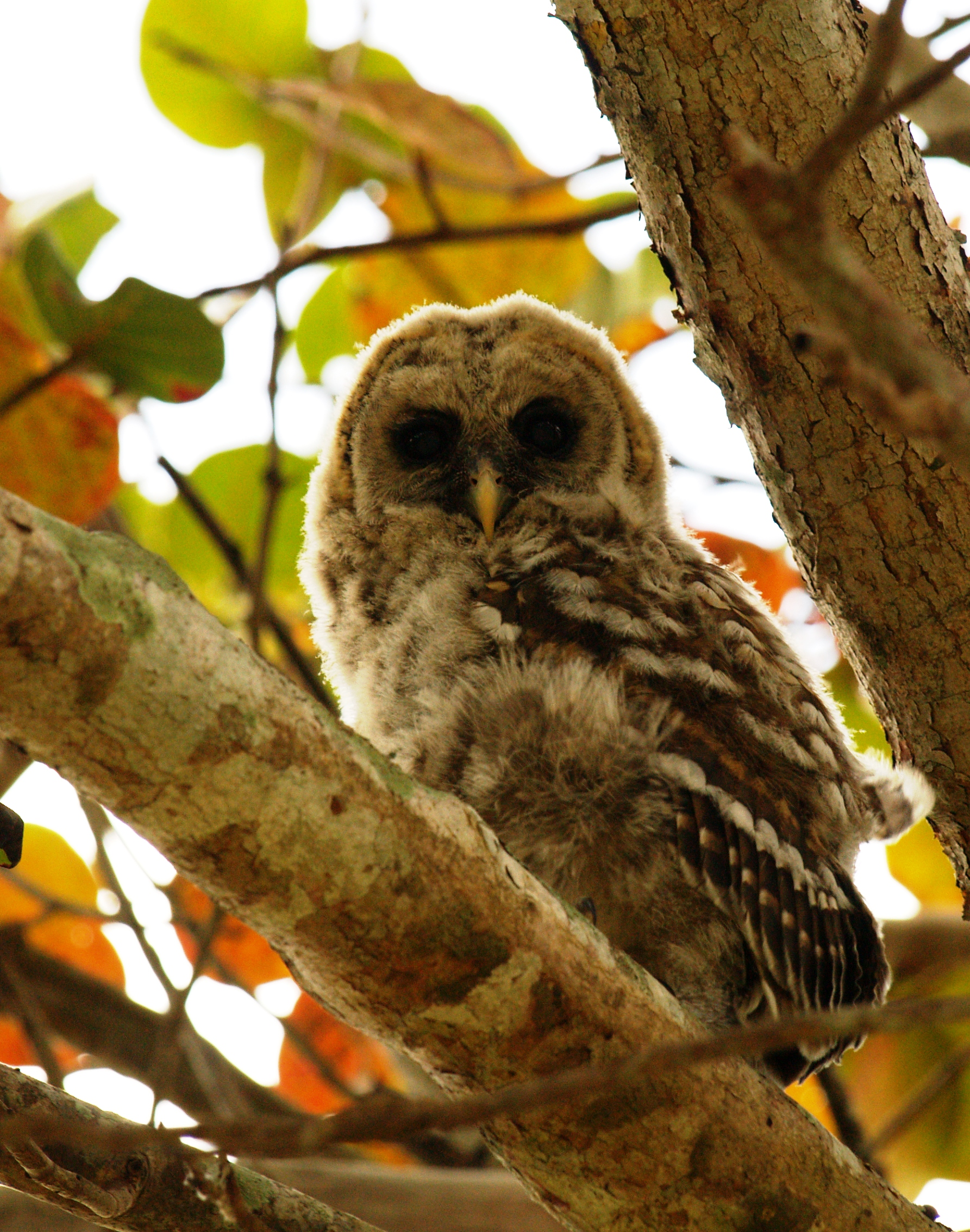
Streifenkauz im Ästlingsstadium

## Fortpflanzung
Streifenkäuze leben paarweise in Revieren, die von beiden Paarpartnern gegen Artgenossen verteidigt werden. Zur Brut werden meist Baumhöhlen im Waldesinneren genutzt, aber auch größere Freinester von Greifvögeln und anderen großen Vögeln und selten auch Kobel von Eichhörnchen. Im Süden des Verbreitungsgebietes wurden auch Bruten in den Kronen von Palmettopalmen (Sabal palmetto), in Palmenstümpfen und ausnahmsweise auch Bodenbruten dokumentiert. Die Eiablage erfolgt zwischen Januar und Juni. Das Gelege besteht meist aus 2 bis 3, maximal 5 Eiern, die ausschließlich vom Weibchen 28 bis 33 Tage lang bebrütet werden. Auch die Nestlinge werden ausschließlich vom Weibchen gehudert und gefüttert, das Männchen versorgt in dieser Zeit das Weibchen und dann auch die Nestlinge mit Nahrung. Die Jungvögel erreichen im Alter von etwa 42 Tagen das Ästlingsstadium und können dann das Nest verlassen und auf benachbarte Äste klettern. Sie werden danach noch mehrere Wochen lang von beiden Eltern bewacht und mit Nahrung versorgt. In günstigen Jahren sind Zweit- und selbst Drittbruten möglich.

## Systematik
Es werden vier Unterarten anerkannt: 
- Strix varia varia Barton, 1799 – Größter Teil des Verbreitungsgebietes, vom Südosten Alaskas nach Osten bis Nova Scotia und im Osten der USA nach Süden bis in den Norden von Texas und North Carolina. Die Nominatform ist oben beschrieben.
- Strix varia georgica Latham 1802 – Südosten der USA vom Süden North Carolinas bis Georgia und Florida. Insgesamt heller als die Nominatform, aber die Grundfarbe ist oberseits mehr beige und unterseits stärker ockerfarben getönt. Geringfügig kleiner als die Nominatform, Zehenbefiederung eher borstig.
- Strix varia helveola (Bangs 1899) – Texas und angrenzende Niederungen in Mexiko. Grundfarbe blass rotbraun, Zehenbefiederung weitgehend reduziert oder etwas borstig.
- Strix varia sartorii (Ridgway 1873) – Montane Bereiche im mittleren und südlichen Mexiko in Höhen zwischen 1500 und 2500 m. Dunkelste Unterart, Zehenbefiederung weitgehend reduziert.